# Robert Alexy
Robert Alexy (ur. 9 września 1945 w Oldenburgu), niemiecki filozof i prawnik. 

## Życiorys
Studiował prawo i filozofię w Getyndze. Uzyskał stopień doktora filozofii w 1976 przedstawiając dysertację Theorie der juristischen Argumentation, a w 1984 r. habilitację przedstawiając rozprawę Theorie der Grundrechte.
Od 1986 jest profesorem Christian-Albrechts-Universität w Kilonii. 
W latach 1994–1998 przewodniczył niemieckiej sekcji IVR, a od 2006 jest jej honorowym członkiem. W 2002 został członkiem zwyczajnym Akademii Nauk w Getyndze.

## Publikacje
- Theorie der juristischen Argumentation. Die Theorie des rationalen Diskurses als Theorie der juristischen Begründung (1983)
- Theorie der Grundrechte (1985)
- Mauerschützen (1993)
- Recht, Vernunft, Diskurs (1995)
- Der Beschluß des Bundesverfassungsgerichts zu den Tötungen an der innerdeutschen Grenze vom 24. Oktober 1996 (1999)
- Begriff und Geltung des Rechts (2002)
- The Argument from Injustice: A Reply to Legal Positivism. (2002)
- Elemente einer juristischen Begründungslehre (2003)